# جی لیترلند
جی لیترلند (انگلیسی: Jay Litherland؛ زادهٔ ۲۴ اوت ۱۹۹۵) ورزشکار ورزش شنا اهل ایالات متحده آمریکا است.
وی در مسابقات کشوری و بین‌المللی در مجموع برندهٔ ۱ مدال طلا، ۱ مدال نقره و ۲ مدال برنز شده‌است.